# Дмитро Вишневецький (срібна монета)
«Дмитро́ Вишневе́цький» — срібна пам'ятна монета номіналом 10 гривень, випущена Національним банком України, присвячена князю і козацькому отаману Дмитру Вишневецькому, який у 1556 році спорудив укріплення на Дніпровому острові Мала Хортиця, поклавши початок Запорозькій Січі.
Монету введено в обіг 31 березня 1999 року. Вона належить до серії «Герої козацької доби».

## Опис монети та характеристики
| Номінал грн. | Метал  | Маса, г      | Діаметр, мм | Якість виготовлення | Гурт     | Тираж, штук |
| ------------ | ------ | ------------ | ----------- | ------------------- | -------- | ----------- |
| 10           | срібло | 31,1 / 33,62 | 38,6        | пруф                | рифлений | 10 000      |

### Аверс
На аверсі монети зображена одна для всієї серії композиція, що відображає національну ідею Соборності України: з обох боків малого Державного герба України розміщені фігури архістратига Михаїла і коронованого лева — герби міст Києва та Львова. Навколо зображення розміщені стилізовані написи, розділені бароковим орнаментом: «УКРАЇНА», «10 ГРИВЕНЬ», «1999», позначення та проба металу — Ag 925 і його вага у чистоті — 31,1.

### Реверс

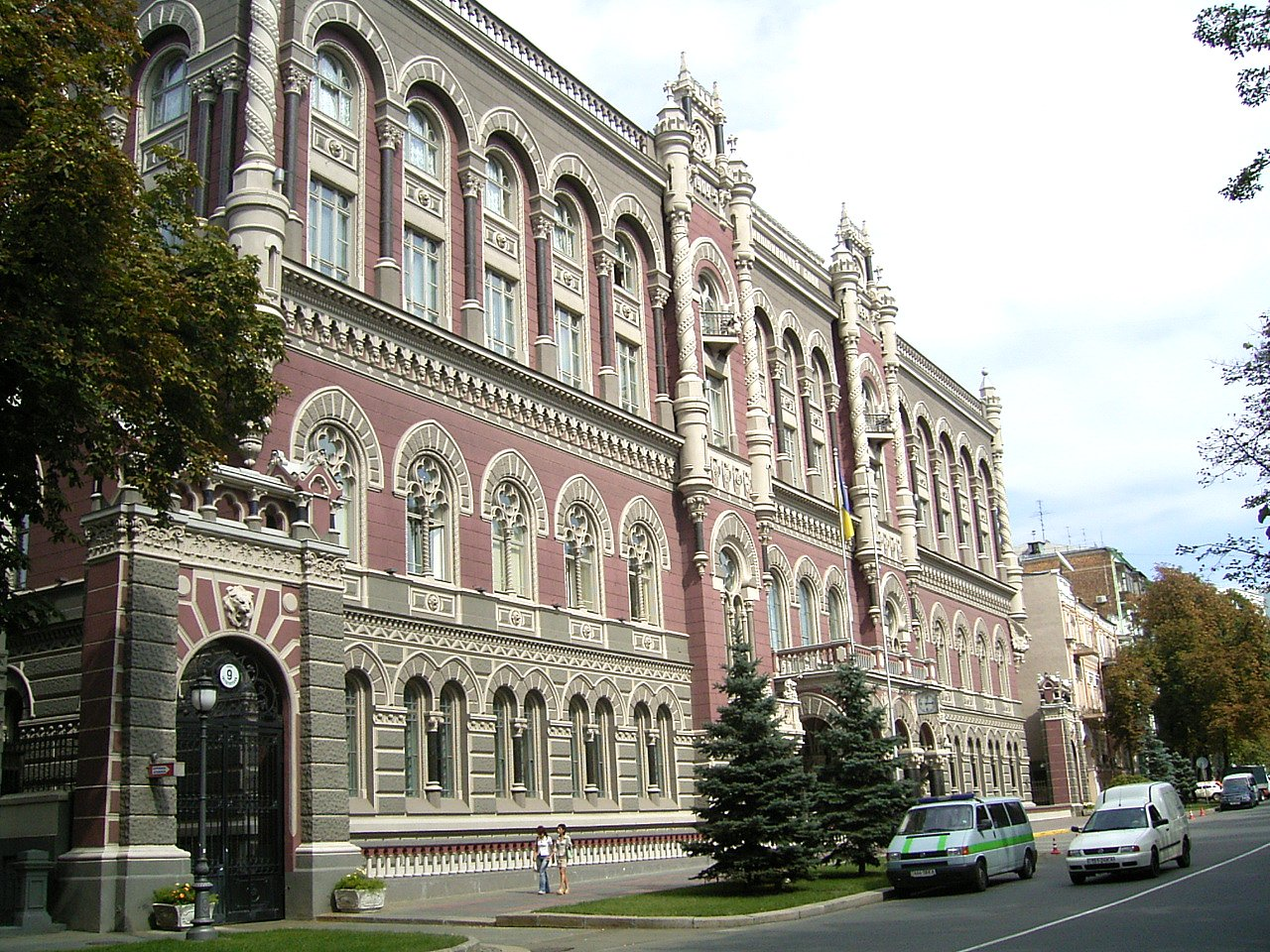
Будівля Національного банку України

На реверсі монети зображена постать Вишневецького з луком у руці; праворуч розміщені його родовий герб і дата загибелі князя — «1563». По колу — стилізований напис: «ДМИТРО ВИШНЕВЕЦЬКИЙ (БАЙДА)».

## Автори
- Художник — Івахненко Олександр.
- Скульптор — Чайковський Роман.

## Вартість монети
Ціна монети — 575 гривень була вказана на сайті Національного банку України в 2012 році.
Фактична приблизна вартість монети, з роками змінювалася так:
| Рік        | 2010 | 2011 | 2012 | 2013 | 2014 | 2015 | 2016 | 2017  | 2018 | 2019 | 2020 | 2021  | 2022  | 2023  | 2024  | 2025  |
| ---------- | ---- | ---- | ---- | ---- | ---- | ---- | ---- | ----- | ---- | ---- | ---- | ----- | ----- | ----- | ----- | ----- |
| Ціна, грн. | 400  | 500  | 550  | 550  | 490  | 850  | 750  | 1 100 | 930  | 920  | 950  | 1 100 | 1 300 | 1 850 | 3 500 | 3 900 |